# باولو فابري (أكاديمي)
باولو فابري (مواليد 17 أبريل 1939 في إميليا-رومانيا) (بالإيطالية: Paolo Fabbri)‏ لغوي إيطالي معاصر، أستاذ في جامعة بولونيا، ترأّس المعهد الإيطالي للثقافة بباريس (1992-1996).

## مسيرته
قام باولو فابري بالتدريس في جامعات فلورنسا وأوربينو وباليرمو ومدرسة الدراسات العليا في العلوم الاجتماعية، ودرّس أيضًا في الولايات المتحدة وأستراليا وكندا وإسبانيا والبرازيل والأرجنتين.
في السنوات الأولى من حياته المهنية ساهم في إطلاق (Centro di Semiotica di Urbino). وهو المدير المشارك لمجلة (Mezzavoce) التي نشرتها وزارتا الخارجية الإيطالية والفرنسية. مؤلف العديد من الكتب والمقالات بعدة لغات، مهتم بشكل أساسي بمشكلات اللغة والتواصل واللغة.
كما كان رئيسا للرابطة الدولية للسيميائية البصرية.